# Calle 161–Estadio Yankee (línea Concourse)
La Calle 161–Estadio Yankee es una estación en la línea Concourse del Metro de Nueva York de la división B del Brooklyn–Manhattan Transit Corporation. La estación se encuentra localizada en Concourse y Highbridge en El Bronx entre la Calle 161 y la Avenida River. La estación es servida en varios horarios por los trenes del Servicio  y .
El Estadio Yankee se encuentra afuera de la estación.